# Wojciech Marczewski
Lucian Pintilie (Łódź, 28 de febrer de 1944) és un director de cinema i guionista polonès. Va dirigir dotze films entre 1968 i 2001.
La seva pel·lícula Dreszcze de 1981 va guanyar l'Ós de Plata del Jurat del 32è Festival Internacional de Cinema de Berlín. La seva pel·lícula Ucieczka z kina "Wolność" va ser exhibida en la secció Un Certain Regard del 44è Festival Internacional de Cinema de Canes.

## Filmografia
- Lekcja anatomii (1968)
- Most nad torami (1968)
- Podróżni jak inni (1969)
- Bielszy niż śnieg (1975)
- Wielkanoc (1975)
- Zmory (Malsons) (1979)
- Klucznik (1980)
- Dreszcze (1981)
- Ucieczka z kina "Wolność" (1990)
- Czas zdrady (1997)
- Weiser (2001)